# 아밀로이드증
아밀로이드증 또는 유전분증(類澱粉症, amyloidosis)은 아밀로이드 단백질이 기관이나 조직에 비정상적으로 침착한 여러 조건을 두루 가리키는 말이다. 이로 인하여 각종 장기 장애를 일으킬 수 있다.

## 개요
아밀로이드증은 아밀로이드라고 알려진 잘못 접혀진 단백질들의 쌓임현상으로 형성되는 흔하지 않은 질병이다. 일반적으로 물에 녹는 단백질들이 쌓여서 아밀로이드가 되면, 물에 불용성의 물질이 되고 이 물질들이 조직이나 기관에 침착되면 조직 또는 기관의 기능을 제대로 작동하지 못하게 영향을 끼치게 된다. 이러한 결과들이 아밀로이드증의 임상적 증상을 만들어 내게 된다. 이러한 아밀로이드증은 4개의 주요 유형이 존재하는데, 침착된 특이한 단백질의 종류에 따라 구분된다. 가장 흔한 유형은 AL 아밀로이드증이고, 각각의 질병상태에서 형질세포에서 생성되는 light chain 단백질의 침착에 의해서 야기된다. 두번째로 흔한 유형은 AA 아밀로이드증이고, SAA 단백질의 축적에 기인하는 유형이다. 이 유형은 결핵 또는 류마티스 관절염과 같은 만성 감염과 관련되어 있다. 세번째와 네번째 유형은 유전적인 결함의 단백질의 침착 또는 트란스타이레틴(transthyretin)이라는 혈장단백질의 정상형태의 침착에 기인한다. 흔하지 않은 아밀로이드의 다른 형태들도 조금 알려져 있다.

## 분류
- AL
- AA
- Aβ
- ATTR
- Aβ2M
- AIAPP
- APrP
- AGel
- ACys
- AApoA1
- AFib
- ALys
- ABri
- ADan
- APro
- AKer
- AANF
- ACal

## 같이 보기
- 아밀로이드